# 哈斯山县
哈斯山县（Landkreis Haßberge）是德国巴伐利亚州的一个县，隶属于下弗兰肯行政区，得名于哈斯山，首府哈斯富特。

## 華語譯名
由於兩岸對於德國行政區「Landkreis」翻譯的不同，台灣稱為「哈斯山郡」；中國大陸稱為「哈斯山县」。

## 地理
哈斯山县北面与伦-格拉布费尔德县和图林根州的希尔德堡豪森县，东北面与科堡县，东面和南面与班贝格县，西面与施韦因富特县相邻。